# Elio Guzzanti
Elio Guzzanti (Roma, 18 agosto 1920 – Roma, 2 maggio 2014) è stato un medico e politico italiano.

## Biografia
Specialista in malattie dell'apparato respiratorio e in igiene e tecnica ospedaliera, è stato direttore degli ospedali Santo Spirito, San Camillo e Policlinico Umberto I di Roma. Dal 1976 al 1984 e dal 1991 al 1993 è stato componente del Consiglio superiore di sanità. Dal 1985 al 1994 è stato direttore sanitario dell'ospedale pediatrico Bambino Gesù e dal 1996 al 1998 direttore dell'Agenzia per i Servizi sanitari regionali.
Autore di numerose pubblicazioni riguardanti l'organizzazione sanitaria, dal 17 gennaio 1995 al 17 maggio 1996 è stato Ministro della sanità con il Governo Dini.
È stato presidente del comitato scientifico della Fondazione Cesare Serono. Il 28 ottobre 2009, in seguito alle dimissioni del presidente della Regione Lazio Piero Marrazzo, è stato nominato dal Governo Berlusconi commissario ad acta per la Sanità nella stessa Regione.
È stato direttore scientifico dell'Istituto di ricovero e Cura a Carattere Scientifico IRCCS Oasi di Troina (Enna).

## Vita privata
Era lo zio di Paolo Guzzanti, giornalista e politico, i cui figli Corrado, Sabina e Caterina sono comici e personaggi televisivi. Era anche il nipote del sismologo Corrado Luigi Guzzanti.

### Morte
È morto il 2 maggio 2014 all'età di 93 anni al Policlinico Gemelli di Roma, dove era ricoverato da qualche giorno.